# مخطط شيب
مخطط شيب هو سلسلة من مقاطع الفيديو أو الصور المتحركة للرياضي، توضع في صورة مركبة واحدة لأغراض مقارنة أوجه التشابه بين الحركات والنتائج المختلفة. نُشئت أصلا من قبل درو شيبارد لإثبات نقطة الإفراج المستمر من تكساس رينجرز بدء تشغيل الرامي يو درويش على الرغم من السرعات والمواقع المختلفة للملاعب من نقطة الإطلاق تلك. بعد فترة وجيزة، استخدمت شبكة MLB عملية مماثلة إظهار نفس الشيء لجرّة ديترويت تايجرز جوستين فيرلاندر. في الرابع من مايو، أعلن درو شيبارد عن تطوير شراكة مع FanGraphs.com لإنتاج رسوم متحركة إضافية.

## روابط خارجية
- https://web.archive.org/web/20130502142753/http://i.minus.com/i3SXAH4AAxtWS.gif